# 終審法院大樓 (澳門)

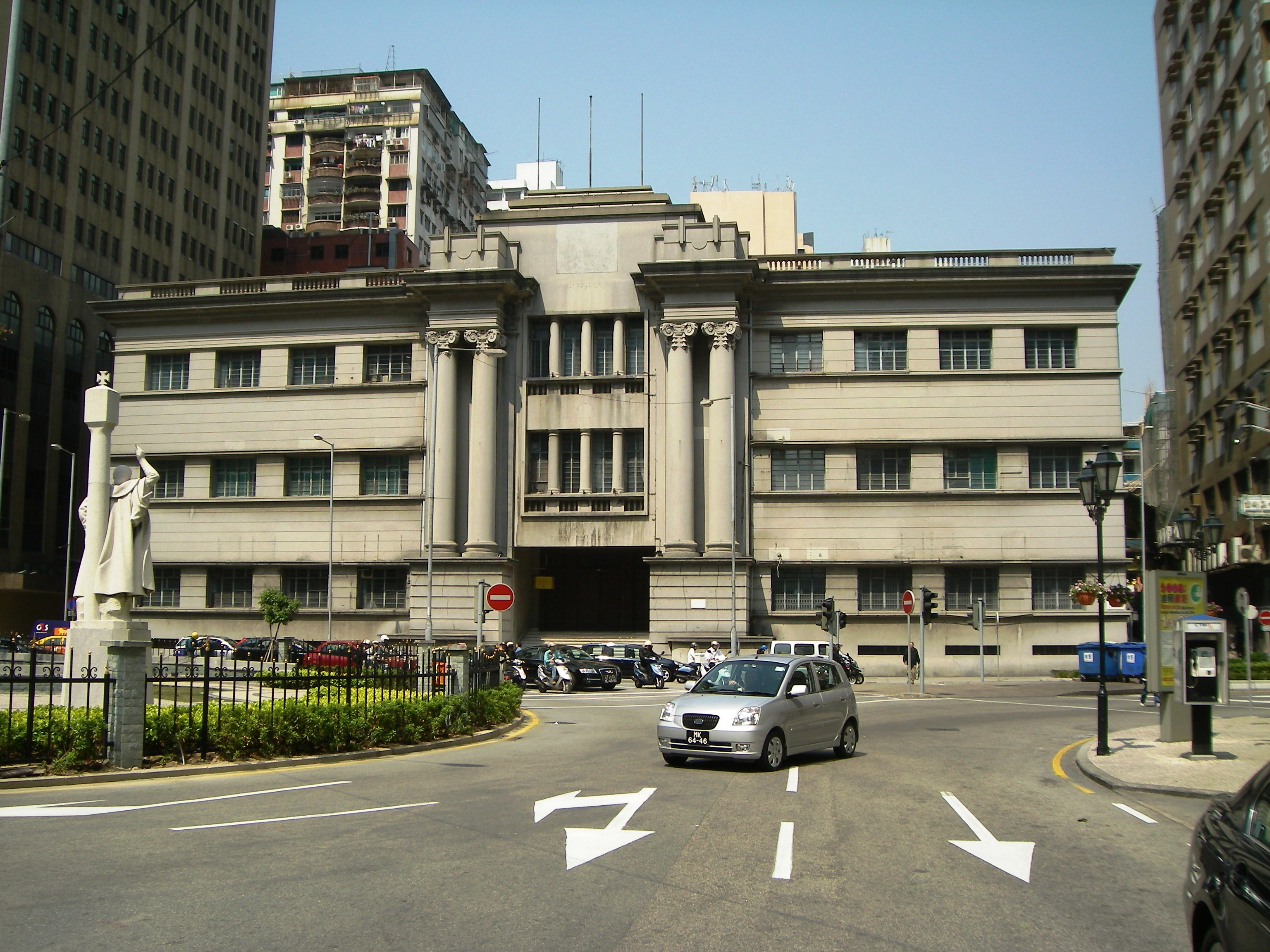
舊初級法院大樓

終審法院大樓（葡萄牙語：Tribunal de Última Instância）位於澳門南灣區南灣大馬路，建於1951年，佔地面積約17,000平方呎。
大樓曾於2007年計劃改建成為澳門新中央圖書館，預計於2009年動工，主體建築大概於2年內竣工，最終該計劃擱置。2022年10月，該大樓和龍嵩街前司法警察局大樓啟動改建為終審法院大樓，整項工程預計2026年完工。

## 歷史
大樓前身為磚木結構的政府合署大樓，於1948年拆卸，同年開始新大樓的重建工程，於1951年5月21日落成啟用，耗費一百多萬澳門幣，由當年唯一的華籍工程師周滋汎承建。
落成初期財政廳、民政廳、經濟廳、公鈔局（即現在特區政府庫房）、法院等政府機構相繼遷入辦公，曾有政府合署大廈之稱。因地方不敷應用，上述機構先後遷出，至澳門回歸後，大廈正式易名為初級法院。2003年，其內部結構發現處於危險狀態，當時最後一個部門──初級法院於當年8月亦遷出，因此一直空置至2007年。
2007年10月24日財政局局長劉玉葉將政府物業原法院大樓發展權交予文化局，同日敲定南灣原法院大樓作為澳門新中央圖書館選址。由於涉及利益衝突爭議，項目需要延後。2011年，文化局將該大樓重新開放作展覽場地，並於2012年作表演場地，逐步開放讓藝團使用。2014年，舊法院大樓臨時黑盒劇場啟用。由於是免場租，加上空間使用靈活，且地點交通便利，逐漸成為藝團展演的熱門地點。
2020年8月，將原法院大樓改建成新中央圖書館的計劃被剎停，當局表示原法院大樓具有歷史價值及建築特色，將盡量保持原貌並留予司法機關使用。
2020年12月下旬，土地工務運輸局公示十一份規劃條件圖草案，其中原舊法院大樓計劃恢復為法院用途，並連同原司警局大樓一同設計，但法院大樓要全幢保留。該地段佔地3,255平方米，地塊分為四區發展。文化局建議面向南灣大馬路的法院大樓（A區）全幢保留，面向傅禮士神父街，即大樓側面至龍嵩街原司警局舊大樓（B區）需保留外牆立面，不得增加高度。原司警局大樓內圍及大樓西翼（C區），按照規劃樓宇及建築物高度不得超過海拔二十七點九米。舊法院右側（D區）維持現有戶外開敞空間的環境特色。文化局並提出，未來的新建築物外觀要與保留的舊建築物協調。
2022年7月31日至2022年10月，該大樓被政府徵用作社區常規核酸檢測站用途，由普瑞莎檢測機構運營。
2022年10月14日，公共建設局稱，該大樓和龍嵩街前司警局大樓，將改建為終審法院大樓，兩地段面積合共為 3,524平方米，其中首階段建造工程已經判給，造價近 5,600萬元，工期 435個工作天，合約竣工期至2024年3月。
2023年5月，位於原舊法院大樓內的黑盒劇場完成最後一場演出。公共建設局就舊法院大樓上蓋工程開始招標，招標期至2023年9月6日，翌日公佈開標結果。項目將保留舊法院大樓並按新功能重整部分空間，同時亦會進行結構加固及內部裝修；前澳門司警大樓將保留東翼部分的沿街立面，興建包括地庫一層和樓高3層的新大樓。
2024年4月，第一期工程基礎、地庫及外牆支撐經已竣工，公共建設局已臨時接收。至於第二期上蓋工程已於同年3月委託，承建商為達昌建築工程有限公司，承接價為2.35億元，工期541個工作天，預計於2026年1月竣工。

## 建築特色
大樓樓高三層，具有折衷主義風格，大門處有寬闊的大理石臺階，兩旁各列有一條三層高的巨型圓柱，配以門牆上的雙層三柱，以及棱角分明的線條，彰顯非凡氣勢。初級法院大樓現名列澳門128項受保護文物建築之一，屬“具建築藝術價値的建築物”。

## 改建工程
終審法院大樓改建工程合共兩個地段，面積為3,524平方米。根據設計方案，將保留舊法院大樓並按新功能對一部分空間進行重整，同時亦會進行結構加固及內部裝修；而前司警大樓僅保留東翼部分的沿街立面，其餘部份將拆卸，然後興建包括地庫1層和樓高3層的新大樓。項目將分兩期實施，第一期工程為新大樓的基礎、地庫及外牆支撐。主要內容對前司警大樓進行拆卸及保留東翼大樓部分沿街立面，並進行基礎樁及地庫1層的建設工程等。工程於2022年10月委託，由馬若龍建築師事務所設計，承建商為瑞權工程有限公司。

## 外部連結
- 澳門歷史城區：原法院大樓舊址
- 公共建設局：南灣大馬路終審法院大樓建造工程─基礎、地庫及外牆支撐